# Toftbyn
Toftbyn är en tätort i Falu kommun. Samhället ligger vid den norra änden av sjön Toftan och knyter samman vägar från Sundborn och Svärdsjö med riksväg 50. Den består av flera byar av vilka de största är Toftbyn, Gråsala och Backa

## Befolkningsutveckling
| Befolkningsutvecklingen i Toftbyn 1995–2020 | Befolkningsutvecklingen i Toftbyn 1995–2020 | Befolkningsutvecklingen i Toftbyn 1995–2020 | Befolkningsutvecklingen i Toftbyn 1995–2020 | Befolkningsutvecklingen i Toftbyn 1995–2020 |
| ------------------------------------------- | ------------------------------------------- | ------------------------------------------- | ------------------------------------------- | ------------------------------------------- |
|                                             |                                             |                                             |                                             |                                             |
| År                                          |                                             |                                             | Folkmängd                                   | Areal (ha)                                  |
| 1995                                        | 1995                                        |                                             | 289                                         | 94                                          |
| 2000                                        | 2000                                        |                                             | 285                                         | 97                                          |
| 2005                                        | 2005                                        |                                             | 274                                         | 97                                          |
| 2010                                        | 2010                                        |                                             | 243                                         | 97                                          |
| 2015                                        | 2015                                        |                                             | 305                                         | 153                                         |
| 2020                                        | 2020                                        |                                             | 285                                         | 153                                         |
| Anm.: Ny tätort 1995, SCB bytt metod 2015   |                                             |                                             |                                             |                                             |